# Tóei Animation
Tóei Animation (japonsky 東映アニメーション株式会社, Tóei Animéšon kabušiki-gaiša, anglicky Toei Animation) je jedno z nejstarších japonských studií animovaného filmu, které z většiny vlastní společnost Tóei Company.
Za dobu své existence spolupracovalo studio s mnoha světově proslulými tvůrci, jakými jsou například Hajao Mijazaki, Jóiči Kotabe nebo Isao Takahata, a vytvořilo stovky animovaných filmů a seriálů. Mezi ty nejznámější patří GeGeGe no Kitaró, Galaktický expres 999, Dr. Slump, Hokuto no ken, Dragon Ball a Dragon Ball Z, Sailor Moon, Slam Dunk, One Piece nebo Digimon.

## Historie
Studio bylo založeno v roce 1948 pod názvem Nihon dóga eiga (japonsky 日本動画映画), které se často zkracovalo na Ničidó eiga (japonsky 日動映画). V roce 1956 jej společnost Tóei odkoupila a přejmenovala na Tóei dóga (japonsky 東映動画株式会社, Tóei dóga kabušiki-gaiša). Od roku 1998 nese studio současný název. Jeho maskotem je kocour Pero z filmu Kocour v botách (1969).